# Hajnal Adolf
Hajnal Adolf, születési és 1879-ig használt nevén Hönigsfeld Adolf (Szentes, 1852. január 10. – Budapest, Terézváros, 1920. január 31.) pedagógus, iskolaigazgató.

## Életpályája
Hönigsfeld Ignác és Purjesz Katalin gyermekeként született zsidó családban. Az Országos Izraelita Tanítóképző Intézetben szerzett tanítói képesítést (1870). Ezután három évig Wahrmann Mór családjánál dolgozott nevelőként. 1873-ban érettségi vizsgát tett, majd a Budapesti Tudományegyetem Bölcsészettudomány Karán folytatta tanulmányait. 1885. december 1-jén kinevezték a Külső Váci-úti elemi iskola (ma Bolyai János Műszaki Technikum és Kollégium) igazgatójává. 1905-ben szakfelügyelői kinevezést kapott. 1918. január 1-től az iskola főigazgatói címét viselte. Halálát érelmeszesedés okozta.
Felesége Fáy Amália (1856–1910) volt, Fáy Móric és Fürst Mimi lánya, akivel 1878. augusztus 14-én Békéscsabán kötött házasságot. Gyermekük Hajnal Ilona (1879–?) tanítónő, Bedő Béla (1870–1914) gépészmérnök felesége.
A Kozma utcai izraelita temetőben nyugszik.

## Munkái
- Magyar olvasókönyv. Budapesti elemi népiskolák számára. III. osztály. (Barna Jónással, Sretvizer Lajossal és Steiner Istvánnal)
- Magyar olvasókönyv a budapesti elemi népiskolák VI. osztálya és az ismétlő iskolák II. és III. osztálya számára. (Barna Jónással, Sretvizer Lajossal és Steiner Istvánnal)
- Német olvasókönyv a budapesti elemi népiskolák V–VI. osztálya és az ismétlő iskolák I–III. osztálya számára. (Barna Jónással, Sretvizer Lajossal és Steiner Istvánnal)
- Fővárosi olvasókönyv: V–VI. osztály / Alexander Bernát közreműködésével. Szerk. Barna Jónás, Hajnal Rudolf és Sretvizer Lajos